# Optische Weglänge
Die optische Weglänge L (auch optischer Weg) ist in der Wellenoptik die Streckenlänge, für die Licht im Vakuum die gleiche Zeit benötigt wie für einen gegebenen Weg mit möglicherweise abweichender Phasengeschwindigkeit (der Geschwindigkeit, mit der die Wellenfronten des Lichts fortschreiten).
Die Differenz der optischen Weglängen zweier Wege heißt Gangunterschied, Anwendungen siehe dort. 

## Berechnung
Das Verhältnis der Lichtgeschwindigkeit im Vakuum {\displaystyle c_{0}} zur Phasengeschwindigkeit {\displaystyle c_{\mathrm {M} }} im Medium ist der Brechungsindex n des Mediums. Ist dieser auf dem gegebenen Weg abschnittsweise konstant, wie etwa beim Strahlverlauf durch ein Linsensystem, so ist die optische Weglänge eine Summe über die Teilstrecken {\displaystyle s_{i}}:
{\displaystyle L=\sum n_{i}\cdot s_{i}\,.}
Variiert der Brechungsindex dagegen von Ort zu Ort, etwa bei einer Luftspiegelung, so gilt allgemein:
{\displaystyle L=\int n(s)\cdot \mathrm {d} s\,.}